# رندی وبر
رندی وبر (به انگلیسی: Randy Weber) نمایندهٔ حوزه انتخابیه چهاردهم تگزاس از حزب جمهوری‌خواه ایالات متحده آمریکا در مجلس نمایندگان ایالات متحده آمریکا است که برای نخستین‌بار در ۶ ژانویه ۲۰۱۳ میلادی به‌عضویت این مجلس درآمد.